# (7781) Townsend
(7781) Townsend est un astéroïde de la ceinture principale.

## Description
(7781) Townsend est un astéroïde de la ceinture principale. Il fut découvert par Eleanor Francis Helin le 19 août 1993 à l'observatoire Palomar. Il présente une orbite caractérisée par un demi-grand axe de 1,95 UA, une excentricité de 0,069 et une inclinaison de 18,69° par rapport à l'écliptique.
Il fut nommé en hommage au professeur de mathématiques et d'astronomie retraité Charles Townsend.

## Compléments